# Las brujas de Salem
Las brujas de Salem o El crisol (en inglés: The Crucible) es una obra de teatro de Arthur Miller escrita en 1952 y estrenada en 1953, ganadora del Premio Tony. A partir de los hechos que rodearon los juicios de brujas de Salem, Massachusetts, en 1692, el autor escribió una alegoría de la fiebre persecutoria y represión macarthista de los años 1950.

## Arthur Miller

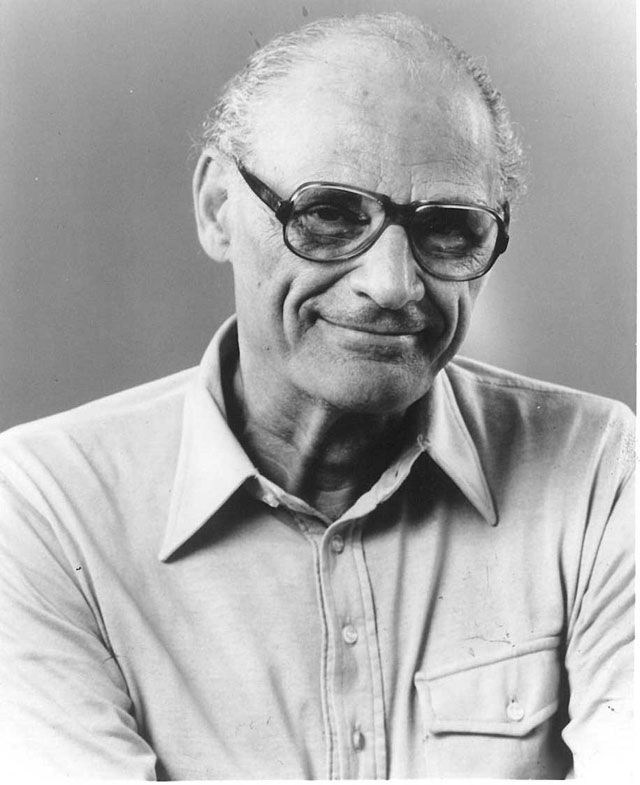
Arthur Miller.

Era hijo de una familia de inmigrantes judíos polacos de clase media. Acabado el bachillerato, trabajó en un almacén de repuestos para automóviles para poder costearse la universidad. Estudió periodismo en la Universidad de Míchigan, en la cual recibió el primero de los premios de su vida, el Premio Avery Hopwood. Tras su graduación (1938), se trasladó nuevamente a Nueva York, donde se ganó la vida escribiendo guiones radiofónicos. A los 28 años estrenó su primera obra en Broadway, la comedia Un hombre con mucha suerte. Ya desde sus primeros títulos deja entrever lo que sería el elemento fundamental de toda su obra: la crítica social, que denuncia los valores conservadores que comenzaban a asentarse en la sociedad de Estados Unidos. Su consagración definitiva se produce en 1949, con La muerte de un viajante, en la que denuncia el carácter ilusorio del sueño americano. En esta tragedia, su protagonista, Willy Loman, un viajante de comercio (vendedor) que creía en el sueño americano, oculta a sus allegados sus fracasos en su empleo y, tras ser despedido, se estrella con su coche para que su familia pudiese cobrar su seguro de vida y su hijo tuviese una vida mejor que la suya. En 1988 Miller declararía: Jamás imaginé que adquiriría las proporciones que ha tenido. Era una obra literal sobre un vendedor, pero luego se convirtió en un mito, no sólo aquí, sino en otras muchas partes del mundo. La obra fue galardonada con el Premio Pulitzer, con tres Premios Tony y de nuevo con el de la Crítica de Nueva York.
En la década de 1950 fue víctima de la caza de brujas. Acusado de simpatías comunistas por Elia Kazan, rehusó revelar los nombres de los componentes de un círculo literario sospechoso de tener vínculos con el Partido Comunista ante la Comisión de Actividades Antiamericanas en 1956, acogiéndose a la protección constitucional. A pesar de las presiones que sufrió (le fue retirado el pasaporte, no pudiendo viajar a Bruselas para asistir al estreno de una de sus obras), Miller no dio ningún nombre, declarando que, aunque había asistido a reuniones en 1947 y firmado algunos manifiestos, no era comunista. En mayo de 1957 se le declaró culpable de desacato al Congreso por haberse negado a revelar nombres de supuestos comunistas. Sin embargo, el Tribunal de Apelación de los Estados Unidos anuló la sentencia en agosto de 1958, de forma que no tuvo que ir a la cárcel. La atmósfera de aquel tiempo se plasmó en Las brujas de Salem.

## Macarthismo

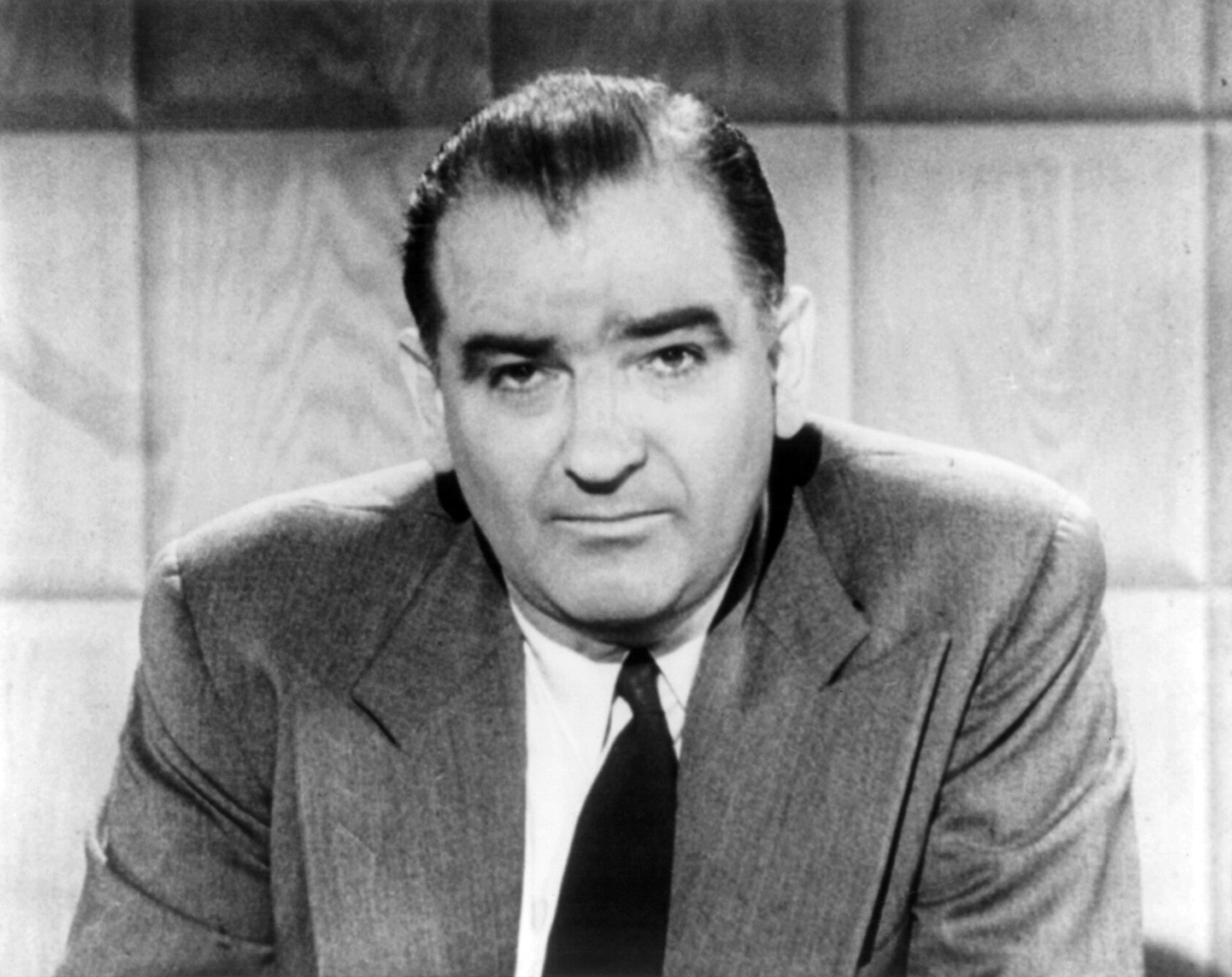
Joseph Raymond McCarthy, senador por Wisconsin, en 1954.

El macarthismo (mccarthismo, maccarthismo o macartismo) es un episodio de la historia de Estados Unidos que se desarrolló entre 1950 y 1956, durante el cual el senador Joseph McCarthy desencadenó un extendido proceso de delaciones, denuncias, procesos irregulares y listas negras contra personas sospechosas de ser comunistas. Los sectores que se opusieron a los métodos irregulares e indiscriminados de McCarthy denunciaron el proceso como una "caza de brujas".
Por entonces, la situación de la guerra fría era particularmente tensa, en la medida que la URSS experimentaba con la bomba atómica en 1949, Mao Zedong llegaba al poder ese mismo año y la guerra de Corea empezaba en junio de 1950. Esta atmósfera amenazante pesaba sobre la opinión pública estadounidense, que deseaba una política enérgica y ofensiva contra el bloque soviético. En febrero de 1950, Joseph McCarthy, senador por Wisconsin, intervino —con un éxito inesperado— denunciando una conspiración comunista en el mismo seno del departamento de Estado.
Así se inició lo que sus oponentes denominaron "caza de brujas". Gente de los medios de comunicación, del gobierno y algunos militares fueron acusados por McCarthy como sospechosos de espionaje soviético o de simpatizantes del comunismo. Apoyándose en una fuerza de entusiastas anticomunistas, y alimentándose de la delación, adquirió un poder considerable. Su actividad destinada a desmantelar supuestas infiltraciones de agentes comunistas en la Administración pública se extendió pronto a los laboratorios de investigación y a Hollywood. Los empleados públicos debían someterse a un control de lealtad que costó la carrera a varios de ellos.

## Juicios de Salem

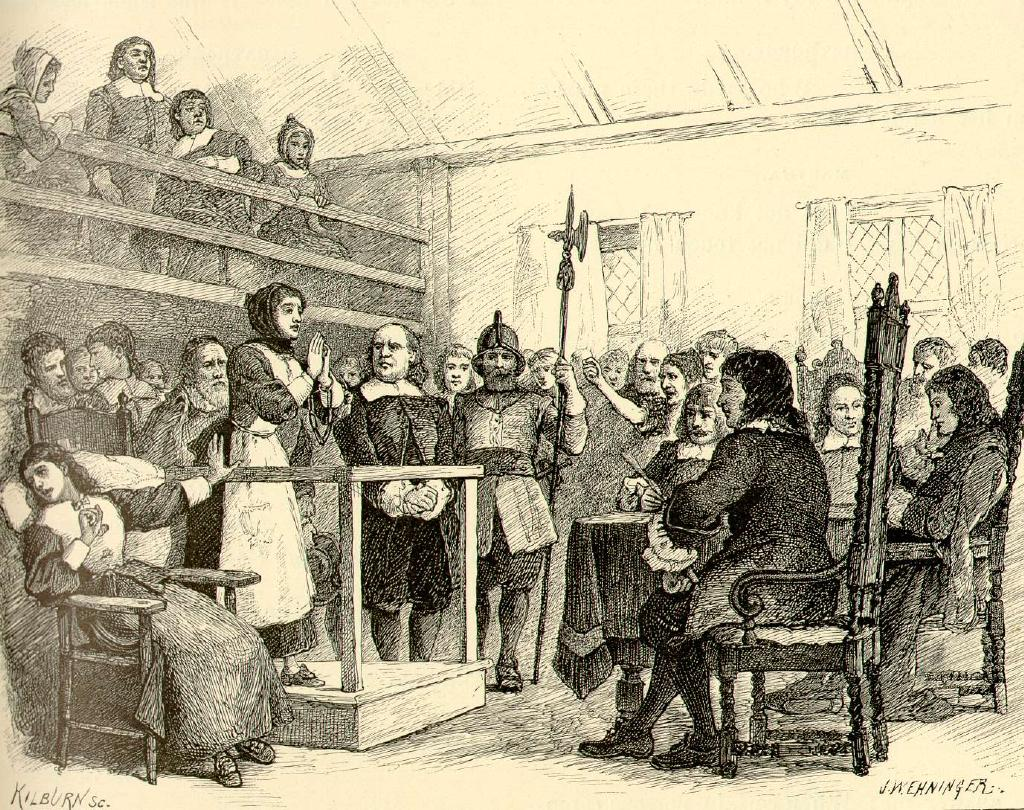
Juicio de Martha Corey durante los juicios de Salem, ilustración de 1902.

Los juicios de Salem por brujería aluden a un famoso episodio del período colonial estadounidense en 1692 en la aldea de Salem (actual estado de Massachusetts), en el que, como efecto colateral de luchas internas de las familias de colonos y el fanatismo puritano que profesaban casi revestido de paranoia, fueron condenadas a muerte 19 personas acusadas de brujería, catorce mujeres y cinco hombres, y se encarceló a un número mucho mayor. El número de acusados por brujería en estos juicios pudo fluctuar entre 200 y 300.
Muchas teorías han intentado explicar por qué la comunidad de Salem explotó en ese delirio de brujas y supuestas perturbaciones demoníacas. La más difundida insiste en afirmar que los puritanos, que gobernaban la colonia de la bahía de Massachusetts prácticamente sin control real desde 1630 hasta la promulgación de la Carta Magna en 1692, atravesaban un período de alucinaciones masivas e histeria provocadas por su fanatismo religioso. La mayoría de los historiadores modernos encuentran esta explicación cuando menos "simplista". Otras teorías se apoyan en analizar hechos de maltrato de niños, adivinaciones invocando al maligno, ergotismo (intoxicación con pan de centeno fermentado que contiene elementos químicos similares al LSD), el complot de la familia Putnam para destruir a la familia rival Porter, y algunas otras aluden al tema del "estrangulamiento social" de la mujer.

## Exactitud histórica de la obra
En el prólogo de la obra el propio Miller señala que ha empleado cierta licencia poética para condensar el número de personas involucradas en los procesos, y que ha aumentado la edad de Abigail a 17 años (en realidad tenía once) para que el argumento pudiera salir adelante. Enfatiza que su objetivo es mostrar la naturaleza esencial de uno de los episodios más extraños y horribles de la historia de la Humanidad. El proceso real está bien documentado en los registros de los juicios de la Salem actual.

### Paralelismos históricos
Al igual que John Proctor, Miller rehusó revelar los nombres de los componentes de un círculo literario sospechoso de tener vínculos con el Partido Comunista ante la Comisión de Actividades Antiamericanas en 1956, acogiéndose a la protección constitucional.

## Título de la obra

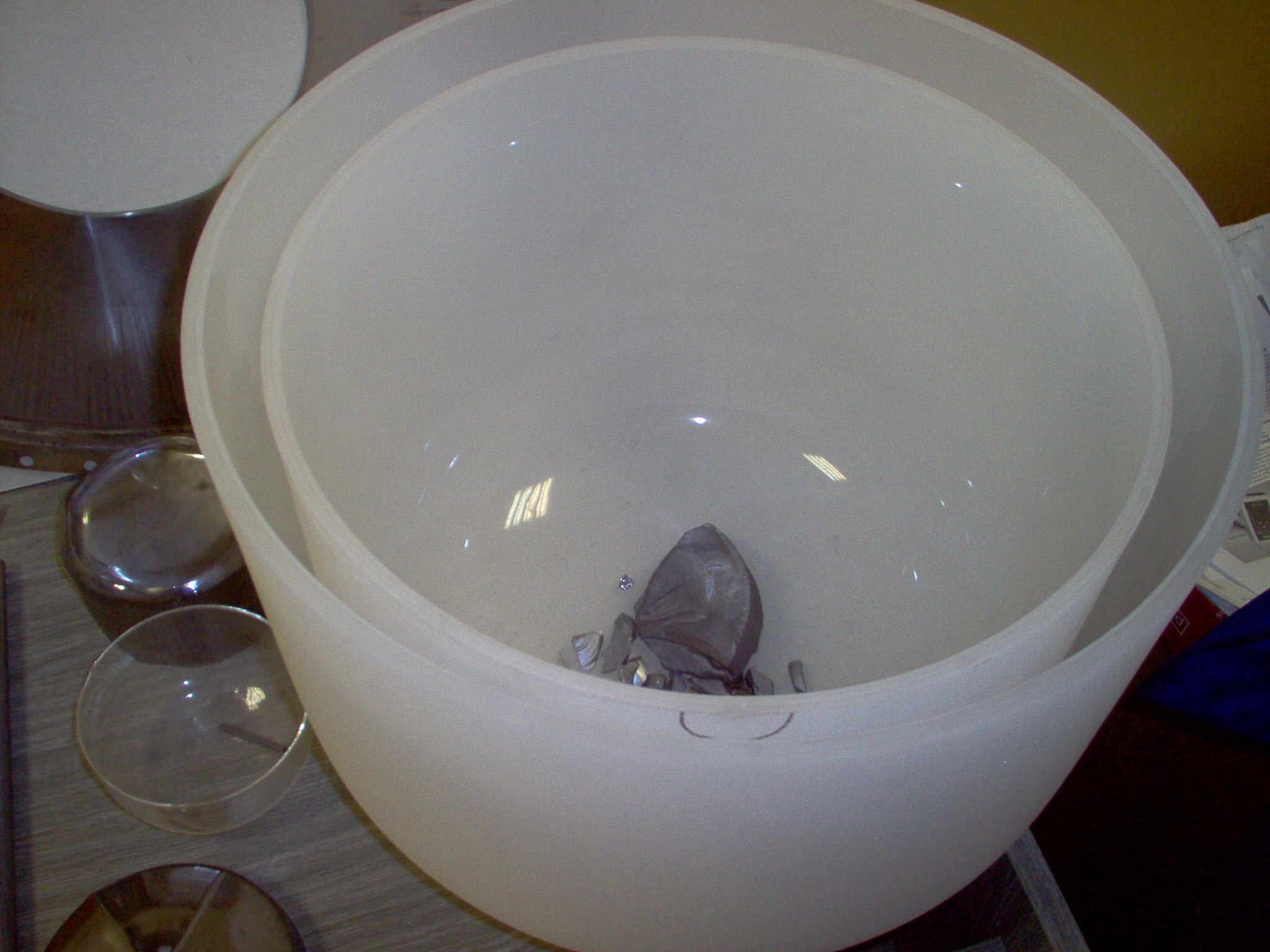
Crisol.

En inglés el título de la obra es The Crucible, que literalmente puede ser traducido como El crisol. Un crisol es una cavidad en los hornos que recibe el metal fundido. El crisol es un aparato que normalmente está hecho de grafito con cierto contenido de arcilla y que puede soportar elementos a altas temperaturas, ya sea el oro derretido o cualquier otro metal, normalmente a más de 500 °C. Algunos crisoles aguantan temperaturas que superan los 1500 °C. También se denomina así a un recipiente de laboratorio resistente al fuego y utilizado para fundir sustancias. Se emplea para extraer los elementos puros de las imperfecciones a través del calor. En la obra, John Proctor se enfrenta a un proceso que pone en peligro su propia vida, y cuando prefiere morir a traicionar su conciencia, se aprecia que él también ha atravesado el fuego para acabar purificado.

## Temas
La obra de teatro presenta varios temas íntimamente conectados entre sí. En primer lugar tenemos la histeria de las chicas. Al ser sorprendidas bailando por la noche en el bosque por el reverendo Parris, las chicas se asustan y enferman. Mister Hale, otro reverendo, es requerido para esclarecer el caso y, sin saberlo, ofrece a las chicas una manera (Did someone force you to do this?) para salir del lio y escapar del castigo —una paliza—: la caza de brujas. Hale de hecho les dice que deben decir si vieron a alguien con el diablo, y que si hacen esto, estarán haciendo el trabajo de Dios. Esto tiene un gran impacto en las chicas. La escena que más claramente muestra esto es justo antes de que Abigail empiece a gritar nombres al final del primer acto: 'Abigail se levanta, como inspirada, y grita...'.
Otro tema principal es el honor. Para las personas de la obra, el honor se encuentra principalmente en sus nombres. Al comienzo de la obra, Abigail insiste a su tío (el reverendo Parris) que '¡Mi nombre es bueno en el pueblo! ¡No permitiré que se diga que está manchado!'. Al final de la obra, el reverendo Parris quiere por todos los medios que John Proctor firme su confesión, diciendo al juez Danforth que 'Es un nombre de peso; la aldea quedará anonadada al ver que Proctor confiesa'. Esto también se puede apreciar claramente cuando John Proctor habla del valor de su nombre: '¡Porque es mi nombre! ¡Porque no puedo tener otro en vida![...] ¿Cómo puedo vivir sin mi nombre? ¡Les he dado mi alma! ¡Déjenme mi nombre!' El honor es un tema clave en esta obra, especialmente teniendo en cuenta que al final de la misma muchos de los personajes morirán debido a su honor y su lealtad para con los demás.

## Representaciones

### En teatro, cine y televisión
- La obra se estrenó el 22 de enero de 1953 en el Teatro Martin Beck de Broadway en Nueva York, Estados Unidos, con Janet Alexander, E.G. Marshall, Madeline Sherwood y Fred Stewart, y se hizo acreedora al Premio Tony. En 1958 se estrenó una versión más larga fuera de Broadway[1]
- El último revival en Broadway fue con actuación de Liam Neeson y Laura Linney, en el 2002, y con la dirección de Richard Eyre.
- El estreno europeo fue en Bruselas en 1954; a Miller le fue negado el pasaporte para asistir.[2]
- En 1955 se estrenó en París por Raymond Rouleau con Simone Signoret, Yves Montand en el teatro Sarah Bernhardt.
- En 1954 se estrenó en Londres, en el Old Vic, dirigida por Warren Jenkins, con Rosemary Harris, y en 1965 fue dirigida por Laurence Olivier, con Colin Blakeley y Joyce Redman.[3]
- En Alemania se estrenó en 1954, dirigida por Fritz Schröder-Jahn, con Benno Sterzenbach (John Proctor), Marlene Riphahn (Elizabeth) y Dorothea Moritz (Abigail Williams).
- La primera representación en Italia data de 1955 y la dirigió Luchino Visconti en el Teatro Quirino de Roma, y contó con la interpretación de Lilla Brignone, Gianni Santuccio, Camillo Pilotto, Edda Albertini, Carlo d'Angelo, Paola Borboni, Tino Buazzelli, Adriana Asti y Laura Betti.
- En 1957 fue llevada al cine en adaptación de Jean Paul Sartre por Raymond Rouleau con Simone Signoret, Yves Montand y Mylène Demongeot[4]
- En 1959 en la televisión británica con Susannah York (Abigail), Sean Connery (Proctor), Barbara Chilcott (Elizabeth Proctor).
- En 1967 fue llevada a la televisión por George C. Scott, Colleen Dewhurst, Melvyn Douglas y Tuesday Weld[5]
- En 1996 la obra fue llevada al cine por la Twentieth Century Fox, con la dirección de Nicholas Hytner y adaptada por el propio Arthur Miller. La cinta fue protagonizada por Daniel Day-Lewis como John Proctor y Winona Ryder como Abigail. También participan Joan Allen, Bruce Davison y Paul Scofield. La obra le valió una nominación al Oscar a Joan Allen como actriz de reparto y una a Arthur Miller al mejor guion adaptado, además de un premio BAFTA para Paul Scofield como actor de reparto por su papel del juez Thomas Danforth.
- En 2002 el director Joseph Sargent volvió a llevar el tema de Las brujas de Salem en una versión adaptada al cine con un gran elenco formado por Kirstie Alley, Jay O. Sanders, Henry Czerny, Peter Ustinov, Shirley MacLaine, Alan Bates, Kristin Booth[6]

### En español
- En España la obra se estrenó en el Teatro Español de Madrid en diciembre de 1956 y fue dirigida por José Tamayo Rivas e interpretada por Francisco Rabal, Asunción Sancho, Andrés Mejuto, Ana María Noe, Berta Riaza, Alfonso Muñoz, Társila Criado, Adela Carbone, Antonio Ferrandis, Manuel Díaz González y Analía Gadé. Se reestrenó 51 años más tarde en el mismo escenario, con dirección de Alberto González Vergel y Julián Escribano Moreno e interpretación de María Adánez, Marta Calvó, Sergi Mateu, Lía Chapman, Juan Ribó, Carmen Bernardos, Victoria Rodríguez, Inma Cuevas y Manuel Gallardo. Se han rodado además varias versiones para televisión. La primera se emitió el 22 de febrero de 1965 y fue interpretada por Francisco Piquer, Irene Gutiérrez Caba, Gemma Cuervo, Antonio Ferrandis, Lola Gaos y Pastor Serrador, entre otros. Otra versión posterior  -11 de mayo de 1973- fue interpretada por Concha Velasco, Fernando Delgado, Luis Prendes, Berta Riaza, José María Prada, Carlos Lemos, Tina Sáinz (que también participó en la versión de 1965), María Fernanda Ladrón de Guevara, Asunción Balaguer, Carlos Casaravilla, Enriqueta Carballeira y Nuria Carresi (también partícipe de la versión de 1965). En el año 2017 se estrenó en el Teatro Valle-Inclán un montaje dirigido por Andrés Lima, con adaptación del texto por parte de Eduardo Mendoza, interpretado entre otros por Lluis Homar, Nausicaa Bonnín, Nora Navas y Miquel Gelabert.
- En Argentina, la obra se estrenó con gran éxito en 1973 protagonizada por Alfredo Alcón, Alicia Bruzzo, Leonor Manso y Milagros de la Vega bajo la dirección de Agustín Alezzo en el teatro Blanca Podestá. Posteriormente en 1987, se realizó una adaptación local protagonizada por Arturo Bonín y dirigida por Oscar Fessler. También se produjo en 2012 con Lali Espósito y Juan Gil Navarro en los papeles de Abigail Williams y John Proctor, respectivamente. El resto del elenco lo conforman otras figuras de primer nivel como: Rita Cortese, Roberto Carnaghi, Julia Calvo, Oscar Alegre, Carlos Belloso, Carlos Kaspar, Fabio Aste y Alejandro Fiore entre otros. La producción es dirigida por Marcelo Cosentino. A fines de 2015 la obra se presentará en el complejo natural de Chumbicha en Catamarca, con el mismo nombre y con alumnos del Instituto de Formación Docente del primer año de la carrera de profesor en teatro, bajo la dirección del prestigioso actor y director Az Martínez.
- En Puerto Rico, la obra se presentó en 2014 en el Teatro Julia de Burgos de la Universidad de Puerto Rico, dirigida por Jacqueline Duprey y protagonizada por estudiantes del Teatro Rodante Universitario, y luego se trasladó a la Sala Experimental del Centro de Bellas Artes de Santurce.

### Opera y ballet
- En 1961 se estrenó The Crucible, versión lírica de la obra con música de Robert Ward en Nueva York, que ganó el Premio Pulitzer de música.
- En 2000 se estrenó el ballet del mismo nombre sobre música de Charles Ives en Londres.[7]

## En la cultura popular
- En la serie de comedia estadounidense Sabrina, la bruja adolescente, el gato mascota parlante que viven en la casa de Sabrina se llama Salem. En la serie, Salem es un brujo que fue sentenciado a vivir cien años en forma de gato por sus intentos de conquistar el mundo.
- En un episodio de la serie animada As Told by Ginger transmitida por Nickelodeon, los personajes hacen referencia a la obra como parte de una tarea escolar.
- En un capítulo de El libro del cementerio, escrito por Neil Gaiman, se hace referencia a una joven que murió a causa de un juicio que la acusaba injustamente de brujería.
- Así mismo, en la película de stopmotion ParaNorman se hace alusión a los juicios de Salem haciendo una representación teatral de la historia del pueblo donde viven los personajes. De nuevo de trata de un juicio injusto hacia una niña acusada de brujería.
- En la serie Riverdale, episodio 13 de la temporada 7 llamado "Capítulo 130: Las brujas de Salem", una profesora de Riverdale High comparte con Archie Andrews el libro "Las brujas de Salem" de Arthur Miller. Inclusive, ese personaje protagonista dramatiza un extracto de la obra frente a sus compañeros de clase.